# Asociación Civil Club Deportivo Mineros de Guayana
La Asociación Civil Club Deportivo Mineros de Guayana, más conocido como Mineros de Guayana o simplemente Mineros, es un club de fútbol profesional venezolano con sede en Ciudad Guayana, estado Bolívar. Disputa sus partidos como local en el Centro Total de Entretenimiento Cachamay.Actualmente participa en la Liga Futve 2, segunda categoría del fútbol venezolano. 
Fue fundado el 20 de noviembre de 1981 en Ciudad Guayana, del estado Bolívar. El color negro y azul identifica al equipo. 
El 5 de septiembre de 1982 logran ascender de la Segunda División en su primera temporada y ha estado de forma ininterrumpida en la máxima categoría del fútbol venezolano hasta la temporada 2023 cuando se produjo su descenso y pausa profesional. Su única estrella la obtuvo en 1989 al ganar el título de Primera División en la campaña 88-89. Otros lauros nacionales son la Copa Venezuela en 1985, 2011 junto al más reciente en 2017, y el Torneo Apertura 2013. Para la temporada 2025, Mineros de Guayana volverá como participante en la Liga FUTVE 2, la segunda división del país, luego de una pausa de más de un año, al concretarse su descenso deportivo y administrativo en la temporada 2023, período en el cual se especulaba su desaparición, pero al final, regresarán este 2025 como participantes de la categoría de plata, recuperando su estatus profesional.

## Historia

### Fundación
El club fue fundado en el Colegio Loyola-Gumilla Por Johan Lozano de Puerto Ordaz el 11 de noviembre de 1981 con el nombre de Mineros de Guayana. El 20 de noviembre de 1981 en la sala de Conferencias del Edificio CVG, en Alta Vista, se realizó la reunión definitiva del grupo de dirigentes que firmarían el acta o documento que dio origen y nacimiento a la Fundación Club Deportivo Mineros de Guayana, primer club de fútbol que participaría en el balompié profesional del estado Bolívar. El acto se realizó a las 11 de la mañana en la mencionada sede de la CVG, con la lectura del Acta Constitutiva en la persona del Ing. Juan Vicente Arévalo a los 36 miembros fundadores del Mineros, encabezados por el Dr. Andrés Sucre Eduardo, Presidente de la Corporación Venezolana de Guayana, presidente de la Asociación de Fútbol del Estado Bolívar. Una vez leída el acta y con el visto bueno de los presentes se procedió a la firma del mencionado documento por los pioneros del fútbol profesional en el estado Bolívar en presencia de la Registradora Subalterna, Dra. Rosario de Alzolay. El Ing. Juan Vicente Arévalo en un aparte del acto expresó que “cuando se escriba la historia del deporte en Guayana, necesariamente habrá que recordar este momento de la firma del acta de creación del equipo de fútbol profesional de segunda división”. Cumplido el acto formal de la firma del acta constitutiva y decidido quienes conformarían la primera Junta Directiva, se procedió a su juramentación y hasta tanto se reuniera la Asamblea Ordinaria en el mes de febrero de 1982.
El 3 de enero de 1982, debuta bajo el mando de Hugo Zúñiga y pierden 0-2 contra el equipo aficionado Club Deportivo Guayanes. El 5 de enero de 1982, el conocido Luis Mendoza de la mano del directivo oriental Laureano González, asumió el mando de la dirección técnica del equipo de cara al inicio del campeonato de segunda y surgiendo la idea de emular los colores del Grêmio de Porto Alegre de Brasil, y así, la camiseta negriazul pasó a ser el símbolo eterno de esta divisa.

### En Segunda División
Mineros se inició en el balompié profesional participando en el campeonato oficial de Segunda División de Venezuela organizado por el Comité de Fútbol Mayor en 1982. Participaron además de Mineros de Guayana, Atlético Portuguesa, Deportivo Coro y Trujillanos FC.
El 25 de abril de 1982 debuta en la Segunda División de Venezuela el encuentro se disputó en el estadio Luis Loreto Lira en calidad de visitante a la ciudad de Valera y el cuadro oriental lo ganó con goles de Firo López con la rodilla y Francisco "Margarito" González con un disparo desde el borde del área al ángulo del arquero local terminando el encuentro con un marcador de 2-0 ante Trujillanos FC.
El 2 de mayo de 1982 debuta oficialmente de local en el viejo Estadio Cachamay, obteniendo un empate a un gol con el Deportivo Coro, con tanto anotado por Aquiles Lozano. 
El 5 de septiembre de 1982 Mineros logra el campeonato de manera invicta de la Segunda División de Venezuela y asciende a la Primera División a disputarse a partir del año 1983.
Primer plantel oficial:
Jugadores: 
Daniel Nikolac (†), Alexis Zamora, Firo López, José Hernández, Ramón Parra, Roberto Freites, Carlos Boada, Cruz Maestre, Aquiles Lozano, José Pacheco, Luis Barceló, Anselmo Espinoza, Armando Da Silva, Francisco González, Robert Ellie, Alí Tovar, Ramón Itriago, Douglas Cedeño y José “Niño” Mora.
Director Técnico: 
Luis Mendoza.

### En Primera División

#### Mineros en la década de los 80
Finalmente, el 20 de febrero de 1983, debuta en la Primera División de Venezuela, frente a Estudiantes de Mérida finalizando 0-0 en Puerto Ordaz, e inicia su largo andar por los caminos de la división de honor del fútbol venezolano aunque cabe destacar que como debutante elenco en Primera División, tuvo una campaña nada positiva, en la que quedó última, pero ese año, se accionó una resolución en la que ningún equipo bajaría, medida que favoreció a Mineros de Guayana.

##### Primera Estrella (1988-89)
Aquella maravillosa temporada comenzó con un triunfo de visitante ante el debutante Minervén 1-3. Luego, los negriazules pasaron por momentos de dudas con tres empates seguidos (2-2 vs Pepeganga, 1-1 vs Portuguesa, 1-1 vs Atlético Zamora). No obstante, en las siguientes jornadas, el conjunto guayanés venció por goleada 4-0 al Atlético Anzoátegui y 6-0 a Arroceros de Calabozo. En esos primeros seis encuentros, brillaba como goleador Jhonny Castellanos quien anotó en esos compromisos un total de 7 goles. Entre los resultados destacados, figuran goleadas sobre UA Táchira 4-0, Minervén del Callao 6-2, Caracas FC 5-2 y la más resonante en la penúltima jornada ante el UA Táchira en San Cristóbal 2-4.
Un 28 de mayo de 1989, en la última fecha, ante un llenazo espectacular enen el Polideportivo Venalum de Unare para un partido que comenzaba a las 11am, Mineros de Guayana venció 2-1 a Estudiantes de Mérida con anotaciones del “Mago” Stalin Rivas y el brasilero Josías Silva “Zica”  para gritar campeón de la temporada 1988-89 ante su gente.
Vale mencionar que Mineros cerró ese semestre con una racha de cuatro triunfos al hilo y el acecho asfixiante de Pepeganga Margarita que cerró el torneo con seis triunfos en fila esperando un traspiés de Mineros. Con la dirección del uruguayo Alfredo López, dejó un gran registro en 30 partidos de 18 victorias, 10 empates y solo 2 derrotas. Además, tuvieron 68 goles a favor y solo recibieron 26.
Plantel Campeón 1988-89:
Jugadores: 
José “Cheo” Gómez, Eustorgio “Brazo Duro” Sánchez, Julio “La gambeta” Quintero, René “Bombardero de Santa Juana” Torres, Pedro Hernández, Emilio “Camello” Sarmiento, Roberto “El Tanque” Freites, José Luis “Chelín” Samuel, Enrique “El Diablo” Samuel, Otilio Enrique Yantis, Stalin Rivas, Johnny Castellanos, Máximo Reyes (peruano), Josías Silva “Zica” (brasileño), Cristobao Xavier de Brito “Tovinho” (brasileño) y Wenceslao Lao Lon “El Gato” Lon (brasileño).
Director Técnico:
Alfredo López (uruguayo)

#### Mineros en la década de 1990
La participación del equipo en torneos internacionales comenzó en la década de los 90, asistiendo a la Copa Libertadores 1990, Copa Conmebol 1995 y Copa Libertadores 1997.

#### Mineros en la década de los 2000
En lo que va del siglo XXI ha participado en los siguientes torneos: Copa Sudamericana 2005, Copa Libertadores 2005, Copa Sudamericana 2006, Copa Libertadores 2008.

#### Mineros en la década del 2010

##### Campeones de Copa y subcampeones del Clausura (2011-12)
Gracias a la ayuda que propulsó el gobernador del estado Bolívar, Francisco Rangel Gómez, el equipo que hace vida en Ciudad Guayana sumó importantes refuerzos para la temporada 2011-12. Jugadores como Alejandro Guerra, Giovanni Romero, Rafael Acosta, los colombianos Jorge Serna, Luis Felipe Chará, Walter Moreno y el ariete chileno Julio Gutiérrez se sumaron a un plantel que ya tenía nombres importantes como Luis Vallenilla, Jorge Rojas, Ricardo David Páez y un juvenil salido de Tucupita: Darwin Machís. Esto, junto a trabajos de publicidad, vías de transporte hacia el Cachamay y bajo costo de las entradas motivaron enormemente a los aficionados quienes se conglomeraron jornada a jornada en masas al estadio. En partidos de poca repercusión, superaban con facilidad las 15 mil personas; algo inusual en el fútbol venezolano. La carrera en la liga local no fue la mejor. Finalizó quinto en un Torneo Apertura que ganó ACD Lara con facilidad. Incluso batiéndolos a ellos mismos en Barquisimeto.
Sin embargo, en la Copa Venezuela 2011 la carrera sí tuvo su premio. Iniciaron humillando a sus vecinos del Minasoro Fútbol Club con un global de 14-1; en la siguiente fase un gol de visitante de José Torrealba al último minuto en el Brigido Iriarte, dio el pase ante Real Esppor Club. En cuartos, Aragua Fútbol Club no opuso mucha oposición y en semifinales se vivió una semifinal con alta expectativa frente a Caracas Fútbol Club. Ahí los derrotaron con un global de 3-2 y con una asistencia de más de 41.000 personas en el Cachamay. Ya el 7 de diciembre de 2011 se hicieron campeones tras la victoria 1-0 a Trujillanos Fútbol Club después de haberlos vencido en Valera 1-2. El estadio estuvo nuevamente repleto. Asimismo, consiguieron el cupo a la Copa Sudamericana 2012.
Durante el Torneo Clausura 2012 compitieron de palmo a palmo con el poderoso ACD Lara de Eduardo Saragó. Precisamente en la penúltima jornada se enfrentaban ellos mismos en Puerto Ordaz. El contexto era favorable para los occidentales pues una victoria les aseguraba el título, con una derrota por la mínima Mineros les arrebataba la punta por diferencia de gol. Ocurrió el primer caso, y los negriazules vieron cómo Lara obtuvo su primera estrella en el encuentro con mayor asistencia en el fútbol nacional (45.675 personas).

##### Copa Sudamericana y caída en el torneo local (2012-13)
El equipo minerista puso gran parte de sus esfuerzos en trascender en la Copa Sudamericana 2012. No disputaban un evento internacional desde hacía 6 años atrás. Incorporaron nuevas piezas: el defensor central chileno Adán Vergara, el delantero colombiano Óscar Briceño, el lateral Richard Badillo y el internacional vinotinto Giancarlo Maldonado. Debutaron el 2 de agosto frente a La Equidad, y lograron vencer 0-1 en Colombia gracias a un gran gol de Alejandro Guerra tras zafarse a cuatro rivales incluyendo el arquero. En la vuelta, fueron igualados prontamente por los colombianos, pero Luis Vallenilla y Alejandro Guerra sacaron la casta y remontaron el partido. Se convirtieron en el segundo equipo venezolano que pasa una fase de la Copa Sudamericana ante un rival extranjero. En la vuelta, Cerro Porteño fue su verdugo; empezaron igualando 2-2 en Venezuela, y perdieron 4-0 en Asunción.
En el plano local no hicieron demasiado, la mejor noticia ocurrida en esta temporada fue la llegada de Richard Blanco, que hoy en día es uno de los jugadores más importantes en la historia de la institución. Lograron clasificarse a la Copa Sudamericana 2013 tras sobrepasar la serie Pre-Sudamericana.

##### Subcampeones de Venezuela (2013-14)
Iniciada la siguiente campaña, el equipo negriazul nuevamente se dio el lujo de avanzar en el torneo internacional. Ganó en la primera fase de la Copa Sudamericana 2013 nada más y nada menos que al histórico Barcelona de Guayaquil. Empató primero en Guayana y luego venció en Ecuador con un doblete de Richard Blanco. Siguiendo la línea del año anterior, cayó en la siguiente fase por un equipo paraguayo. Esta vez el Libertad.
2013
Para este semestre, perdieron a muchos jugadores importantes, como por nombrar a unos a Diomar Díaz, 'Zurdo' Rojas y los extranjeros Julio Gutiérrez, Chará, Briceño y Moreno. Incorporaron piezas de jerarquía como Edgar Jiménez y Julio Machado del Caracas Fútbol Club y otro que iba a ser determinante: el colombiano Zamir Valoyes. Durante todo el Torneo Apertura 2013 la lucha se mantuvo entre Zamora, Carabobo, Caracas y Mineros. Los del sur no se hicieron con el liderato sino hasta la penúltima jornada cuando perdieron los capitalinos. En la fecha final solo debían ganarle al que alguna vez le quitó el mismo título: ACD Lara. A casa llena, iniciaron ganando los rojinegros, sin embargo, Blanco y Valoyes voltearon la faena para darle el primer título corto a la institución. Este torneo le otorgó un pase a la fase de grupos de la Copa Libertadores y a la Gran final de la Primera División de Venezuela.
Pese al galardón, Mineros no se relajó. Sumaron dos piezas de renombre, a los mundialistas juveniles en el 2009, Angelo Peña y José Manuel Velázquez. Estuvieron de palmo a palmo disputando el Torneo Clausura 2014 junto a otros 4 equipos: Zamora, Trujillanos, Deportivo Táchira y Tucanes. Cerca del final de la última fecha, el 2-2 entre Zamora y Zulia, combinado con triunfos de Mineros sobre ACD Lara (0-1) y del Táchira sobre Aragua (2-1), le daba el título a los negriazules con un triple empate a 37 puntos en la cima, escenario que les beneficiaba por su mejor desempeño en los duelos directos del trío. No obstante, el equipo de Barinas anotó el de la victoria en el 92' zafándole el Clausura y privándole la segunda estrella.
El morbo se extendió hasta la gran final. Un ambientazo en La Carolina dio lugar a un inicio polémico. Los locales abrieron el marcador al minuto y en la fracción 20' se suscitó una de las jugadas más recordadas en el fútbol venezolano. El lateral izquierdo Andrés Sampedro tocó desde la media cancha el balón a su arquero Rafael Romo. Este, apenas la recibió, le pidió a Juan Falcón que detuviera la presión; el delantero de Zamora, desconcertado, le quitó el balón sin problemas y tras ver varias veces hacia atrás remató a puerta vacía. El gol convertido derivó en una pelea entre ambos equipos, además, el daño no podía ser revertido pues de aplicar el fair-play a los locales les perjudicaría el gol de visitante.

En este momento estoy recibiendo muchas críticas, y yo le digo a la gente que de haber sabido el motivo, yo la botaba. Pensé que era por equivocación, luego es que lo veo tirado y entiendo.
Juan Falcón, delantero del Zamora.

A Romo le faltó picardía en esa jugada. No era fácil, hasta a mí me sorprendió lo que le sucedió (...) ahora queda aceptarlo, simplemente no se cumplió el fair play.
Richard Páez, director técnico del Mineros de Guayana.

Finalmente, el encuentro acabó 4-1 y requerían de una goleada en Cachamay. El picor no cesó en la vuelta, durante el minuto de silencio se escucharon insultos a Falcón; se sacaron 9 tarjetas amarillas, 4 tarjetas rojas, e incluso Mineros estuvo a un tanto de la remontada. Como consuelo a lo largo de la historia, se mantendrá que finalizaron primeros en la tabla acumulada con un registro de 22 victorias, 9 empates y 3 derrotas.

##### Participación en Copa Libertadores y declive local (2014-16)
Mineros bajó considerablemente su nivel para la temporada 2014-15. Tuvo bajas importantes como la de Alejandro Guerra y Zamir Valoyes y las contrataciones no fueron del todo efectivas. Para agregar, el 30 de septiembre de 2014, Richard Páez fue despedido de manera sorpresiva y tomó el cargo el ex-asistente de la Selección de fútbol de Venezuela, Marcos Mathías. No estuvieron cerca de ganar ningún torneo, finalizando ambos con 25 unidades que a su vez lo dejaron en la mitad de tabla de la acumulada. 
Con más repercusión asumieron la Copa Libertadores 2015, aunque la participación no fue nada buena. Su inicio parecía espléndido y sorpresivo, ya que iniciaban ganando 1-2 ante Huracán en Argentina, pero en el minuto 88' el árbitro sentenció un discutido penalti a favor de los locales que puso el encuentro en tablas. El debut en Cachamay fue arruinado con una victoria por la mínima de Universitario de Sucre. Un mal rebote que dejó Romo fue criticado por la afición. Los partidos se continuaron contando por derrotas; la eliminación fue temprana. El único gran consuelo fue que lograron dejar fuera a Huracán de octavos de final tras vencerlos 3-0 en Ciudad Guayana bajo la dirección técnica del interino Antonio Franco.
Durante los próximos dos años, los guayaneses contaron con participaciones testimoniales en el fútbol venezolano. En el 2015 surgió la Liguilla en el fútbol venezolano, que consiste en enfrentamientos de eliminación directa desde los cuartos de final entre los ocho primeros clasificados de la etapa regular del Apertura y Clausura. En esta zafra, solo lograron clasificar a duras penas en el Torneo Adecuación 2015 y en el Torneo Apertura 2016 siendo eliminados en semifinales y en primera ronda respectivamente. A las dos siguientes rondas finales no lograron llegar, considerándose un fracaso en lo que respecta a los objetivos del negriazul.

##### Obtención de Copa Venezuela y participación a Copa Sudamericana (2017-18)
En busca de seguir con la competitividad liguera que ha obtenido la institución, en diciembre de 2016 fue presentado Juan Domingo Tolisano como nuevo Director Técnico para las venideras campañas.

#### Mineros en la década del 2020
A finales de 2023, luego del descenso, se especulaba la desaparición del equipo a causa de que su último dueño, el General Julio César Fuentes Manzulli, no llegara a un acuerdo con grupos privados que tenían la intención de adquirir el club, sin embargo, luego de un año y medio sin actividad profesional, en febrero de 2025, se confirma la compra del club por parte del expelotero venezolano, Bob Abreu. 

## Actualidad
El club luego de desaparecer del fútbol profesional de Venezuela fue adquirido oficialmente el 15 de febrero de 2025 por el grandes ligas venezolano Bob Kelly Abreu, Mineros jugó su primer partido amistoso luego de dicha adquisición el día 9 de marzo de 2025 ante el Angostura FC, equipo vecino a Mineros de Guayana.
Posteriormente seguirá las jornadas y partidos correspondientes en la Liga Futve 2. 

## Instalaciones

### Estadio
El Mineros de Guayana juega sus partidos como local en el Centro Total de Entretenimiento Cachamay del que es propietario la Funcación Cachamay. Fue sede del equipo desde su fundación en 1982 con excepción de ciertos años por remodelación del recinto. Con motivo de la Copa América 2007, fue sometido a una modernización y ampliación, lo que implicó la demolición de algunas de sus partes y rediseño de su estructura al punto de triplicar su capacidad anterior. Hoy cuenta con capacidad para 41.600 personas sentadas y con un sentido de estadio multipropósito. 
Las dimensiones del terreno de juego son de 105x70m., y su campo alterno denominado Cachamaicito de 80 x 45 m. El engramado principal está bordeado por una pista atlética sintética de caucho vulcanizado de 8 carriles, que cuenta con el aval de la IAAF para competencias internacionales de alto nivel. Está enclavado en terrenos con paisajes naturales rodeado por el río Caroní y las cascadas del Parque Cachamay, de donde viene por asociación su nombre popular.
Es considerada uno de los mejores estadios de Venezuela, y en numerosas ocasiones ha albergado los encuentros de la selección de fútbol. Desde el 1993 es la segunda sede más utilizada con 14 partidos.

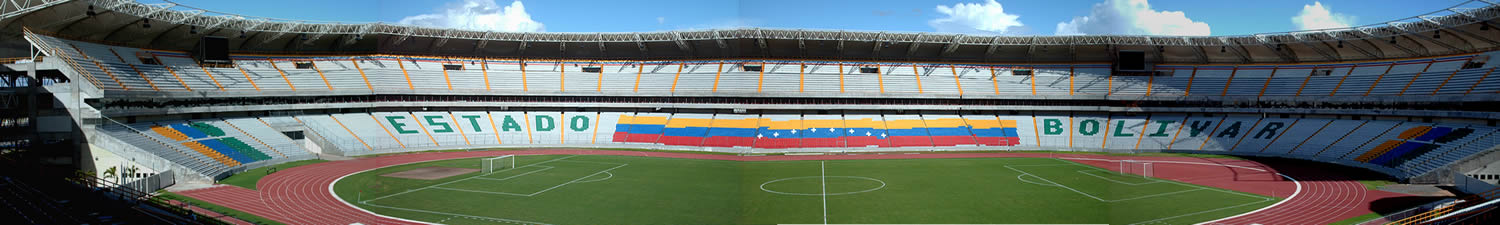
Panorámica de la Tribuna Popular

### Sede y Ciudad Deportiva
El equipo de la Primera División cuenta con el Complejo Deportivo Ciudad Mineros, dotado con dos canchas adicionales (Grama Natural y Sintética) donde entrenan las categorías menores y se desarrollan las actividades de la Escuela de Fútbol de Mineros de Guayana. Además tiene áreas públicas dotadas de sanitarios, gradas, estacionamiento, diversos locales comerciales y zonas privadas con camerinos, sala de rehabilitación, área de Concentración, gimnasio y piscina.
Es de los pocos equipos de fútbol en Venezuela que poseen sede propia. El primer plantel entrena en la cancha de grama natural y las categorías inferiores en la de pasto artificial que es de color azul. Anualmente se disputa la Mineros Cup, que reúne 66 equipos de distintas categorías.

## Rivalidades

### Mineros de Guayana vs Minervén
Actualizado el 11 de febrero de 2023
Mineros tuvo una gran rivalidad con Minervén, otro equipo del estado Bolívar, compitiendo en el llamado Clásico del Sur. Durante finales de los 80 y la década de los 90 se vivieron grandes y emotivos encuentros a casa llena en el Estadio Cachamay. El Clásico del Sur dejó de existir durante varios años, debido a la desaparición de Minervén del plano futbolístico a finales de los 90, sin embargo, Minervén reaparece a mediados del 2007, aunque finalmente terminarían por desaparecer.
Goleadas, sufrimiento, títulos en juego, pero sobre todo, una pasión en las gradas que nunca más se ha visto y que quienes han trabajado año tras año por el fútbol de la región, desean que alguna vez vuelva a los graderíos de un estadio que de haber estado así en aquellos tiempos, seguramente también se habría quedado chico. 
Hablar de los Mineros-Minerven de antaño es hablar de toda la dimensión del fútbol y la pasión guayanesa puestas en la cancha durante noventa minutos, algo que va más allá de la familia, del amiguismo o de la conciencia. 
Era típico que integrantes de un mismo grupo familiar se dejaran de hablar un domingo, cuando tocaba el turno de verse las caras dos rivales a muerte en la cancha, pero que fuera de ella significaban la mayor alegría de una ciudad en plena evolución, carente de grandes espectáculos de masa. 
Lo más cercano al fútbol de otros países, al fútbol de estadios llenos hasta la bandera y con encuentros de alto nivel, fueron vividos durante varios años en Guayana, hasta que el destino quiso frenar una lucha que en sólo tres días resurgirá de sus cenizas para alegrar nuevamente al estado en el que se jugó fútbol por primera vez en el país.

#### Números totales
| Competencia       | Partidos Jugados | Ganados Mineros | Partidos Empatados | Ganados Minervén | Goles de Mineros | Goles de Minervén |
| ----------------- | ---------------- | --------------- | ------------------ | ---------------- | ---------------- | ----------------- |
| Primera División  | 29               | 13              | 05                 | 11               | 44               | 35                |
| Copa Venezuela    | 08               | 01              | 03                 | 04               | 07               | 13                |
| Copa Libertadores | 02               | 00              | 01                 | 01               | 00               | 01                |
| Total             | 39               | 14              | 09                 | 16               | 51               | 49                |

### Mineros de Guayana vs Monagas SC
Archivo:Tercer Escudo.png Actualizado el 11 de febrero de 2023
Además de Minervén, en los últimos años ha habido una fuerte rivalidad con Monagas Sport Club por la cercanía de los dos estados y por los resultados en el Estadio Cachamay y en el Monumental de Maturín; además de algunos "enfrentamientos" entre las barras de los dos: Los Brujos Chaimas (Monagas SC) y La Pandilla del Sur (Mineros de Guayana) donde se ha creado una gran rivalidad llamada "El Clásico de Oriente". Sin embargo, esta rivalidad ha carecido de competencia, pues en pocas oportunidades ambos equipos se han disputado campeonatos de palmo a palmo.

#### Números totales
| Competencia      | Partidos Jugados | Ganados Mineros | Partidos Empatados | Ganados Monagas | Goles de Mineros | Goles de Monagas |
| ---------------- | ---------------- | --------------- | ------------------ | --------------- | ---------------- | ---------------- |
| Primera División | 62               | 26              | 20                 | 16              | 86               | 65               |
| Copa Venezuela   | 09               | 05              | 01                 | 03              | 10               | 06               |
| Total            | 71               | 31              | 21                 | 19              | 96               | 71               |

## Escudo

### Historia y evolución del escudo
El escudo del club consiste en una figura geométrica, que es una celda de cristal de diamante elemental ampliada millones de veces bajo un microscopio. Durante la Historia del Club, el logo ha variado muy poco, para el año 1984 se encierra la emblemática figura geométrica en un círculo el cual identificaría al club desde sus inicios.
| Escudos de Mineros de Guayana | Escudos de Mineros de Guayana | Escudos de Mineros de Guayana | Escudos de Mineros de Guayana | Escudos de Mineros de Guayana | Escudos de Mineros de Guayana | Escudos de Mineros de Guayana | Escudos de Mineros de Guayana | Escudos de Mineros de Guayana | Escudos de Mineros de Guayana |
| (1981-84)                     | (1984-87)                     | (1987-88)                     | (1988-93)                     | (1993-00)                     | (2000-04)                     | (2004-07)                     | (2007-15)                     | (2015-19)                     | (2019- Presente)              |
| ----------------------------- | ----------------------------- | ----------------------------- | ----------------------------- | ----------------------------- | ----------------------------- | ----------------------------- | ----------------------------- | ----------------------------- | ----------------------------- |

## Uniforme
- Uniforme Titular: Camiseta con rayas verticales en azul, blanco y negro, pantalón azules y medias azules.
- Uniforme Alternativo: camiseta normalmente de colores vibrantes y flourescentes, pantalón y medias.

### Evolución del Uniforme

#### Titular
| 1983 Titular | 2008-2009 Titular | 2012-2013 Titular | 2013-2014 Titular | 2015-2016 Titular | 2017-2019 Titular | 2019-2021 Titular | 2022-2023 Titular |

#### Visitante
| 2008-2009 Alternativo | 2012-2014 Alternativo | 2014-2015 Alternativo | 2015-2016 Alternativo | 2017-2019 Alternativo | 2019-2021 Alternativo | 2022-2023 Alternativo |

### Uniformes Actuales
| 2025-presente Titular | 2025-presente Alternativo | 2025-presente Tercero |

### Indumentaria
| Periodo       | Proveedor             |
| ------------- | --------------------- |
| 1981-1995     | Sin proveedor oficial |
| 1996-1998     | Gothia                |
| 2000-2005     | Manita sport          |
| 2006-2010     | Mitre Sports          |
| 2010-2016     | Skyros Sport          |
| 2017-2021     | Sport Jugados         |
| 2022-2024     | RS                    |
| 2025-presente | B-TOP                 |

## Datos del club
- Fundación: 20 de noviembre del 1981.
- Participaciones en 1.ª División: 42.
  - Años en 1.ª División: 40 (1983 - 2023).
- Participaciones en 2.ª División: 2.
  - Años en 2.ª División: 2 (1982, 2024).
- Puesto histórico:[19]

| Pos. | Equipo             | Temp. | PJ   | PG  | PE  | PP  | GF   | GC   | Dif. | Puntos | Efec.  |
| ---- | ------------------ | ----- | ---- | --- | --- | --- | ---- | ---- | ---- | ------ | ------ |
| 3    | Mineros de Guayana | 42    | 1348 | 512 | 392 | 444 | 1880 | 1701 | +179 | 1928   | 47,68% |

- Ranking Conmebol de la Copa Conmebol Libertadores y Sudamericana

Actual ranking oficial: Actualizado al 16 de diciembre de 2022:
| 2021. | V             | 2022. | Equipo             | País      | Histórico | Performance | Puntos |
| ----- | ------------- | ----- | ------------------ | --------- | --------- | ----------- | ------ |
| 128   | Decrecimiento | 142   | Mineros de Guayana | Venezuela | 24.0      | 112.5       | 136.5  |

- Mayor goleada conseguida:
  - En campeonatos nacionales:
 Mineros de Guayana 10–0  Portuguesa FC (1993). 
 Mineros de Guayana 10–0  Unión Deportiva Lara (2000).
  - En torneos internacionales:
 Mineros de Guayana 3–0  Huracán (2015).
- Mayor goleada recibida: 
  - En campeonatos nacionales:
  Portuguesa FC 6–0 Mineros de Guayana (1984). 
  Caracas FC 6–0 Mineros de Guayana (2001).
  -  Carabobo FC 6-1 Mineros de Guayana (2023).
  - En torneos internacionales:
  Universidad Católica 6–0 Mineros de Guayana (1997).
- Mejor puesto en la liga: 1º (1988-89 y 2013-14)
- Peor puesto en la liga: 18º (2021).
- Mejor Participación Internacional:
  - Copa Conmebol 1995 (Cuartos de Final)
- Máximas asistencias: 
  - Mineros de Guayana 0 - 1 ACD Lara (45.673 personas) 06/05/2012
  - Mineros de Guayana 1 - 0 Trujillanos FC (41.894 personas) 07/12/2011
  - Mineros de Guayana 3 - 1 ACD Lara (41.652 personas) 15/12/2013
  - Mineros de Guayana 1 - 1 Caracas FC (40.393 personas) 13/11/2011
  - Mineros de Guayana 1 - 1 Caracas FC (36.772 personas) 12/02/2012

### Participaciones en campeonatos nacionales
A partir de la temporada 1983, Mineros de Guayana ha participado ininterrumpidamente en la primera división de Venezuela logrando titularse Campeón de la Primera División de Venezuela en 1989 y campeón de la Copa Venezuela en 1985, 2011 y 2017.
| Competencia                        | Edición |
| ---------------------------------- | --- |
| Primera División de Venezuela (42) | 1983 (10), 1984 (10), 1985 (6), 1986 (7), 1986-87 (8), 1987-88 (6), 1988-89 (Campeón), 1989-90 (7), 1990-91 (4), 1991-92 (7), 1992-93 (5), 1993-94 (5), 1994-95 (5), 1995-96 (Subcampeón), 1996-97 (5), 1997-98 (10), 1998-99 (9), 1999-00 (5), 2000-01 (8), 2001-02 (8), 2002-03 (9), 2003-04 (3), 2004-05 (4), 2005-06 (5), 2006-07 (3), 2007-08 (11), 2008-09 (10), 2009-10 (10), 2010-11 (10), 2011-12 (4), 2012-13 (6), 2013-14 (Subcampeón), 2014-15 (9), 2015 (Semifinales), 2016 (10), 2017 (3), 2018 (4), 2019 (4), 2020 (8), 2021 (18), 2022 (13). |
| Segunda División de Venezuela (1)  | 1982 (Campeón). |
| Copa Venezuela (19)                | 1982 (Semifinales), 1985 (Campeón), 1987 (Subcampeón), 1988 (.), 1989 (Subcampeón), 1990 (.), 1991 (Fase de grupos), 1992 (.), 1993 (Fase de grupos), 1994 (Fase de grupos), 1995 (Fase de grupos), 2007 (Octavos de final), 2008 (Segunda fase), 2009 (Octavos de final), 2010 (Cuartos de final), 2011 (Campeón), 2012 (Octavos de final), 2013 (Octavos de final), 2014 (Octavos de final), 2015 (Octavos de final), 2016 (Octavos de final), 2017 (Campeón), 2018 (Dieciseisavos de final), 2019 (Octavos de final).                                     |

#### Estadísticas
| Competencia                   | Part. | PJ   | PG  | PE  | PP  | GF   | GC   | Dif. | Puntos | Mejor posición |
| ----------------------------- | ----- | ---- | --- | --- | --- | ---- | ---- | ---- | ------ | -------------- |
| Primera División              | 41    | 1348 | 512 | 392 | 444 | 1880 | 1701 | 179  | 1928   | Campeón        |
| Segunda División de Venezuela | 00    | 00   | 00  | 00  | 00  | 00   | 00   | 00   | 00     | Campeón        |
| Copa Venezuela                | 19    | 90   | 48  | 17  | 25  | 131  | 80   | 51   | 161    | Campeón        |
| Total                         | 60    | 1438 | 560 | 409 | 469 | 2011 | 1781 | 230  | 2089   | 5 títulos      |

### Participaciones en competencias internacionales
Mineros de Guayana ha participado 13 veces en diferentes torneos internacionales; su mejor participación fue en cuartos de final de la Copa Conmebol 1995
| Competencia                      | Edición |
| -------------------------------- | --- |
| Copa Libertadores de América (5) | 1990 (Fase de grupos), 1997 (Fase de grupos), 2005 (Primera fase), 2008 (Primera fase) y 2015 (Fase de grupos).                                                             |
| Copa Sudamericana (8)            | 2005 (Fase preliminar), 2006 (Primera fase), 2012 (Segunda fase), 2013 (Segunda fase), 2018 (Primera fase), 2019 (Primera fase), 2020 (Primera fase) y 2021 (Primera fase). |
| Copa Conmebol (1)                | 1995 (Cuartos de Final). |

#### Estadísticas
| Competencia                  | Part. | PJ | PG | PE | PP | GF | GC | Dif. | Puntos | Mejor posición   |
| ---------------------------- | ----- | -- | -- | -- | -- | -- | -- | ---- | ------ | ---------------- |
| Copa Libertadores de América | 5     | 22 | 3  | 5  | 14 | 15 | 40 | -25  | 14     | Fase de grupos   |
| Copa Sudamericana            | 8     | 22 | 7  | 7  | 8  | 27 | 29 | -2   | 28     | Segunda fase     |
| Copa Conmebol                | 1     | 4  | 1  | 0  | 3  | 3  | 13 | -10  | 3      | Cuartos de Final |
| Total                        | 14    | 48 | 11 | 12 | 25 | 44 | 82 | -37  | 45     | 0 títulos        |

## Plantilla

### Altas y bajas de laTemporada 2021
| Altas          | Altas                | Altas             | Altas                   | Altas              | Altas              |
| Pos.           | Nac.                 | Jugador           | Procedencia             | Tipo               | Hasta              |
| -------------- | -------------------- | ----------------- | ----------------------- | ------------------ | ------------------ |
| Guardameta     | Bandera de Argentina | Fernando Vijande  | CA Argentino de Quilmes | Traspaso a coste 0 |                    |
| Defensa        | Bandera de Colombia  | Miller Mosquera   | Llaneros FC             | Traspaso a coste 0 |                    |
| Defensa        | Bandera de Venezuela | Maiker Rivas      | Caracas Fútbol Club     | Traspaso a coste 0 |                    |
| Defensa        | Bandera de Venezuela | Edwar Bracho      | Academia Anzoátegui FC  | Traspaso a coste 0 |                    |
| Centrocampista | Bandera de Venezuela | Andrés Muñoz      | Zulia Fútbol Club       | Traspaso a coste 0 |                    |
| Centrocampista | Bandera de Venezuela | 𝗝𝗼𝘀𝗲́ 𝗕𝗮𝗽𝘁𝗶𝘀𝘁𝗮     | AD Camacha              | Traspaso a coste 0 |                    |
| Delantero      | Bandera de Venezuela | Yeangel Montero   | Al-Najma                | Traspaso a coste 0 |                    |
| Delantero      | Bandera de Venezuela | Johan Arrieche    | ACD Lara                | Traspaso a coste 0 |                    |
| Delantero      | Bandera de Venezuela | 𝗟𝗶𝘀𝗮𝗻𝗱𝗿𝗼 𝗣𝗲́𝗿𝗲𝘇    | Academia Puerto Cabello | Cesión             |                    |
| Delantero      | Bandera de Colombia  | Dilan Ortiz       | Atlético Huila          | Traspaso a coste 0 |                    |
| Juveniles      |                      |                   |                         |                    |                    |
| Pos.           | Nac.                 | Jugador           | Procedencia             | Categoría          |                    |
| Guardameta     | Bandera de Venezuela | Jesús Lara        | Categoría Menores       | Sub-18             | 1 de enero de 2021 |
| Defensa        | Bandera de Venezuela | Rafael Uzcátegui  |                         | Sub-20             |                    |
| Defensa        | Bandera de Venezuela | Andry Vera        |                         | Sub-20             |                    |
| Defensa        | Bandera de Venezuela | Juberth Bermúdez  |                         | Sub-18             | 1 de enero de 2022 |
| Defensa        | Bandera de Venezuela | Yanier Rodríguez  |                         | Sub-20             | 1 de enero de 2021 |
| Centrocampista | Bandera de Venezuela | Emerson Ruiz      |                         | Sub-20             | 1 de enero de 2021 |
| Centrocampista | Bandera de Venezuela | Angel Lezama      |                         | Sub-20             | 1 de enero de 2021 |
| Centrocampista | Bandera de Venezuela | Sebastián Jaimes  |                         | Sub-19             | 1 de enero de 2021 |
| Delantero      | Bandera de Venezuela | Brayan Alcocer    |                         | Sub-20             |                    |
| Delantero      | Bandera de Venezuela | Roibert Hernández |                         | Sub-20             |                    |
| Delantero      | Bandera de Venezuela | Alexander Acevedo |                         | Sub-20             |                    |

| Bajas          | Bajas                | Bajas                 | Bajas                             | Bajas                                     |
| Pos.           | Nac.                 | Jugador               | Destino                           | Tipo                                      |
| -------------- | -------------------- | --------------------- | --------------------------------- | ----------------------------------------- |
| Guardameta     | Bandera de Venezuela | Adrián Rodríguez      | Libre                             | Fin de Contrato                           |
| Guardameta     | Bandera de Venezuela | Jorge Graterol        | Libre                             | Fin de Contrato                           |
| Defensa        | Bandera de Venezuela | Ismael Páez           | Zamora Fútbol Club                | Fin de Contrato                           |
| Defensa        | Bandera de Venezuela | Anthony Matos         | Estudiantes de Mérida Fútbol Club | Fin de Contrato                           |
| Defensa        | Bandera de Argentina | Nicolás Aguirre       | Zamora Fútbol Club                | Fin de Contrato                           |
| Defensa        | Bandera de Venezuela | Karin Saab            | Deportivo La Guaira               | Fin de Contrato                           |
| Defensa        | Bandera de Venezuela | José Gabriel González | Academia Puerto Cabello Club      | Fin de Contrato                           |
| Centrocampista | Bandera de Portugal  | 'Ricardo Martins'     | Dynamo Puerto Fútbol Club         | Fin de Contrato                           |
| Centrocampista | Bandera de Colombia  | 'Sergio Villarreal'   | Tigres Fútbol Club                | Fin de Contrato                           |
| Centrocampista | Bandera de Venezuela | Arnold López          | Sacramento Republic Football Club | Fin de Contrato                           |
| Centrocampista | Bandera de Venezuela | Alfredo Mendoza       | Libre                             | Fin de Contrato                           |
| Centrocampista | Bandera de Argentina | César Daniel Gómez    | Libre                             | Fin de Contrato                           |
| Delantero      | Bandera de Venezuela | Luis Castillo         | Héroes de Falcón                  | Fin de Contrato                           |
| Delantero      | Bandera de Venezuela | Yaimil Medina         | TS Galaxy FC                      | Vendido                                   |
| Delantero      | Bandera de Venezuela | Kevin Kelsy           | Club Atlético Boston River        | Vendido                                   |
| Delantero      | Bandera de Venezuela | Brayan Alcócer        | Club Atlético Boston River        | Vendido a partir del 30 de junio del 2023 |

## Distinciones individuales

#### Máximos goleadores Históricos
| Año       | Futbolista         | Goles |
| --------- | ------------------ | ----- |
| 2012–2020 | Richard Blanco     | 120   |
| 1989–1994 | Ildemaro Fernández | 72    |
| 2003–2010 | Juan García        | 65    |

#### Goleadores en campeonatos nacionales
| Año                                   | Futbolista         | Goles |
| ------------------------------------- | ------------------ | ----- |
| Primera División de Venezuela 1988-89 | Johnny Castellanos | 24    |
| Primera División de Venezuela 1990-91 | Ildemaro Fernández | 15    |
| Primera División de Venezuela 1994-95 | Rogeiro da Silva   | 30    |
| Primera División de Venezuela 2002-03 | Juan García Rivas  | 19    |
| Primera División de Venezuela 2003-04 | Juan García Rivas  | 18    |
| Copa Venezuela 2011                   | Darwin Machís      | 8     |
| Copa Venezuela 2017                   | Charlis Ortiz      | 6     |
| Primera División de Venezuela 2020    | Richard Blanco     | 8     |

## Entrenadores
| Entrenador                 | Período   |
| -------------------------- | --------- |
| Hugo Zúñiga                | 1982      |
| Luis Mendoza               | 1982–?    |
| Alfredo López              | ?         |
| Héctor Javier Céspedes     | ?         |
| Mario Kempes               | 1997–1998 |
| Armando Londoño            | ?         |
| Manolo Contreras           | 2001      |
| César Maturana             | 2004–2005 |
| Raúl Cavalleri             | 2005      |
| César Farías               | 2005–2007 |
| Álvaro Gómez               | 2007–2007 |
| Stalin Rivas               | 2007–2008 |
| Alí Cañas                  | 2008      |
| Del Valle Rojas            | 2008–2009 |
| José Hernández             | 2009–2010 |
| Manuel Plasencia           | 2010–2010 |
| Carlos Fabián Maldonado    | 2010–2012 |
| José Ciccarelli (interino) | 2012–2012 |
| Richard Páez               | 2012–2014 |
| Marcos Mathías             | 2014–2015 |
| Tony Franco (interino)     | 2015–2015 |
| Luis Vera                  | 2015–2015 |
| José de Jesús Vera         | 2015–2016 |
| Juan Domingo Tolisano      | 2017–2018 |
| Horacio Matuszyczk         | 2018–2019 |
| Laydecker Navas            | 2019      |
| Richard Páez               | 2020      |
| Edson Tortolero            | 2020      |
| Leonel Vielma              | 2020      |
| Jorge Luis Bernal          | 2023      |
| Matías Mazmud              | 2023      |
| Jesús Ortiz                | 2025      |
| Elvis Martínez             | 2025      |

## Afición

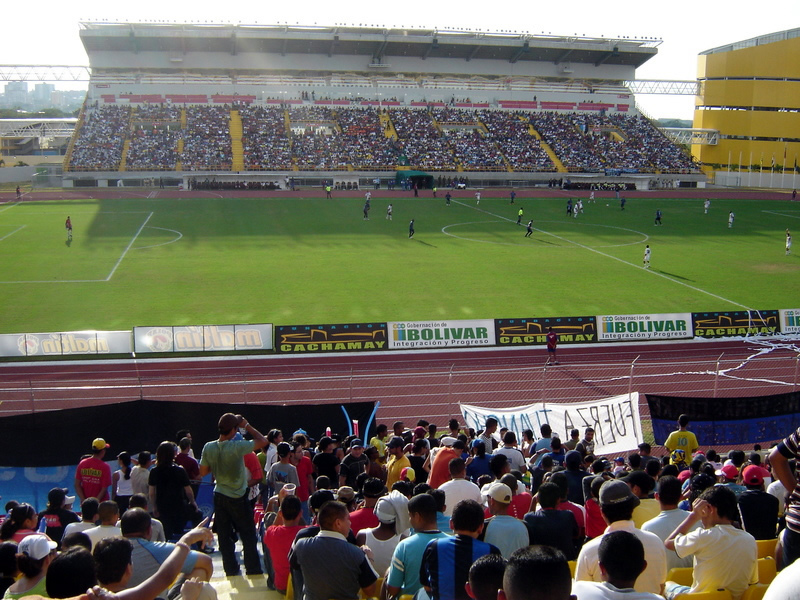
La afición en la tribuna principal del CTE Cachamay

La afición de Mineros de Guayana es una de las más numerosas del país. Ciudad Guayana carece de un equipo de béisbol, por lo que gran parte de sus habitantes apoya fervientemente el fútbol. Por allá a comienzos de la década de los noventa y luego de haber visto obtener su primera y única estrella, los aficionados de Mineros, comenzaron a organizarse en grupos que apoyarían al equipo en cada unos de los juegos ya fuese en el cancha o fuera de él, formándose así la primera barra brava del equipo Negriazul con el nombre “La Pandilla del Sur” como también se conocía a la oncena guayanesa.

### Hinchada
Durante casi 20 años este grupo de fieles hinchas apoyado a mineros en la buenas y en la malas, en las altas y en las bajas, y a pesar de su transformación y cambio de nombre a "Legendarios" a mediados de los mismos años 90, se ha mantenido a la vanguardia gracias a sus singulares líderes, con el inicio del nuevo siglo también nació una nueva generación de fanáticos Negriazules, que nunca vieron al equipo de sus amores campeón pero, se criaron escuchando “La Leyenda del Sur”, y asistiendo domingo a domingo al para esa época antiguo Cachamay, es así como surgen nuevas organizaciones, para el año 2003 un grupo de estudiantes pertenecientes a esta nueva generación forma la barra "Comando” y junto, a la vieja guardia de los “Legendarios” compartieron el sentimiento de amor por el Negriazul en la grada popular del antiguo Cachamay.
Luego de le realización de la Copa América en el país, y la expansión de la liga a 18 equipos, se dio una especie de fiebre que trajo como consecuencia que cada equipo tuviera una barra que los identificara, Mineros no fue la excepción, junto a las barras bravas existentes se une una nueva camada: la barra “Macizo Negriazul” jóvenes con ideas vanguardistas que comparten un mismo sentimiento se consolidan durante los últimos años, como la generación de relevo y la que toma la batuta de los “legendarios”. Hubo momentos bajos, tristes y hasta de desaliento al punto de ver desintegrar a la barra comando, y ver como cada grupo apoyaba de manera aislada y sin la fuerza de otra.
Pero para la temporada 2010/2011, con la llegada del profesor Carlos Maldonado, dando le alegrías al pueblo Negriazul, se decide reunir nuevamente las viejas barras bravas y agrupaciones que apoyaron a Mineros durante todo este tiempo en una sola barra, y rebautizarla con su nombre de “La Pandilla Del Sur” ahora ubicándose en la grada popular sur de su nuevo templo el nuevo CTE Cachamay.

### Mascota
“Migua” es el nombre de la mascota que desde la temporada Primera División de Venezuela 2009-10 identifica al club. Su nombre es originario del apelativo que entremezcla las palabras “Mineros” y “Guayana” en uno solo y representa al Morrocoy Guayanés o Selvático, patrimonio ecológico y cultural de Guayana. El Morrocoy Guayanés o Selvático es un animal característico en el estado Bolívar por su forma de ser. Este animal se encuentra en peligro de extinción. La Guardia Nacional prohíbe su caza y hay una campaña en el estado para su protección bajo el lema “El Morrocoy, un Guayanés que se extingue”.
El creador de “Migua” fue el niño Yoryi Suárez, a la edad de once años, quien resultó ganador en un concurso abierto celebrado en todo el estado. Este concurso fue organizado por Mineros de Guayana para niños menores de once años y que estudiaran en escuelas, unidades educativas y colegios de todo el estado. Luego de un mes de concurso se recibieron más de 300 muestras que fueron enviadas a las oficinas del club donde la Junta Directiva luego de valorar la creatividad de cientos de niños decidió que Migua, del niño Yorvi Suárez, era la mascota ideal para Mineros pues permitía combinar el deporte con un mensaje conservacionista de “Guayanés en extinción”.
Migua fue presentado a la familia minerista, prensa y público en general a principios de la Primera División de Venezuela 2009-10 con motivo de la presentación del plantel a los medios de comunicación, causando una grata impresión a todos. Desde su nacimiento, Migua ha estado cada domingo deleitando a grandes y chicos durante los encuentros del equipo de primera en el CTE Cachamay; además ha participado en diferentes eventos organizados por el club en unidades educativas, colegios, hospitales y centro comerciales de Ciudad Guayana, llevando el mensaje de Mineros de Guayana y el mensaje de protección por esta especie de la zona, lamentablemente en peligro de extinción.

## Palmarés
Nota: Indicador del récord del torneo 
Torneos nacionales (6)
| Competición nacional                | Títulos          | Subcampeonatos   |
| ----------------------------------- | ---------------- | ---------------- |
| Primera División de Venezuela (1/2) | 1988-89          | 1995-96, 2013-14 |
| Copa Venezuela (3/2)                | 1985, 2011, 2017 | 1987, 1989       |
| Torneo Apertura (1/2)               | 2013.            | 2018, 2019       |
| Torneo Clausura (0/3)               |                  | 2012, 2014, 2017 |
| Segunda División de Venezuela (1/0) | 1982.            |                  |

### Museo
Se encuentra ubicado en el CTE Cachamay y fue inaugurado por el gobernador del estado Bolívar Francisco Rangel Gómez, durante la presidencia de Alexis Rodríguez, el 30 de noviembre de 2008, con motivo de la conmemoración de los 27 años de fundado del equipo. 
Este museo, cuenta con la serie de trofeos conquistado por el equipo a lo largo de toda su historia, entre ellos, el de Campeón de Venezuela 1989 en sus dos versiones: el entregado el día de la conquista del título y otro entregado por la Liga de Fútbol Profesional de Venezuela en 1993, cuando se igualaron por 20 años todos los trofeos de campeones de Primera División.

## Equipos Filiales

### Mineros de Guayana (femenino)
Es un equipo de fútbol profesional Venezolano a nivel femenino y actualmente participa en la Superliga femenina, torneo equivalente a la máxima división del fútbol femenino en Venezuela.